# Mal Evans
Malcolm "Mal" Evans (27 de mayo de 1935 - 5 de enero de 1976) fue conocido como roadie, asistente, y amigo de la banda de rock The Beatles.

## Trayectoria
Evans trabajaba como técnico de comunicaciones para el Servicio Postal británico en 1962 y solía ver actuar a los Beatles en el Cavern Club de Liverpool y pedirles canciones de Elvis Presley. Finalmente se hizo amigo del grupo y pronto fue contratado como ayudante de Neil Aspinall.
Evans conducía la furgoneta del grupo cuando salían de gira, montaba y probaba los equipos, y después volvía a recogerlo todo. 
Cuando los Beatles dejaron de hacer giras en 1966, Evans continuó trabajando para ellos en el estudio. Evans incluso participó en muchas grabaciones de los Beatles, entre otras cosas puso su voz en "Yellow Submarine", tocó el órgano Hammond en "You Won't See Me", la armónica en "Being for the Benefit of Mr. Kite!", la pandereta en "Dear Prudence", la trompeta en "Helter Skelter", hizo coros en "You Know My Name (Look Up The Number)" y en la canción inédita "What's the New Mary Jane" y contó en voz alta los compases en los cortes de la canción "A Day in the Life" (Evans fue también uno de los cinco pianistas que tocaron simultáneamente el último acorde de esta canción). 
En la película Let It Be, se puede ver a Evans tocando el yunque durante las primeras sesiones del "Maxwell's Silver Hammer" de Paul McCartney, aunque no lo tocó en la grabación final.
En 1968, Evans descubrió al grupo Badfinger (que entonces se llamaban The Iveys) y se los presentó a los Beatles, quienes finalmente les contrataron para Apple Records.

## Muerte
El 5 de enero de 1976, Evans estaba tan abatido que Hughes telefoneó a John Hoernie, el coguionista de Evans para su biografía, y le pidió que los visitara. Hoernie vio a Evans "realmente drogado y atontado", pero Evans le dijo a Hoernie que se asegurara de terminar «Living the Beatles Legend». Hoernie ayudó a Evans a subir a una habitación en el piso de arriba, pero durante una conversación incoherente, Evans tomó un rifle de aire comprimido. Hoernie luchó con Evans, pero Evans, siendo mucho más fuerte, se aferró al arma. 
Luego, Hughes llamó a la policía y les dijo que Evans estaba confundido, tenía un rifle y tomaba Valium. Llegaron cuatro policías y tres de ellos, David D. Krempa, Robert E. Brannon y el teniente Higbie, subieron al dormitorio. Posteriormente informaron que en cuanto Evans vio a los tres policías, les apuntó con un rifle. Los oficiales le dijeron repetidamente a Evans que dejara el arma, pero Evans se negó. La policía disparó seis tiros, cuatro alcanzaron a Evans y lo mataron. Evans había recibido previamente la insignia de "Sheriff honorario del condado de Los Ángeles", pero en Los Angeles Times, se lo mencionó como un "Ex road manager de los Beatles sin trabajo".
Evans fue incinerado el 7 de enero de 1976 en Los Ángeles. Ninguno de los ex Beatles asistió a su funeral, pero sí Harry Nilsson, George Martin, Neil Aspinall y otros amigos. George Harrison hizo los arreglos para que la familia de Evans recibiera 5.000 libras esterlinas, ya que Evans no había mantenido las primas de su seguro de vida y no tenía derecho a una pensión. Cuando las cenizas de Evans se enviaron por correo a Inglaterra, se extraviaron y se perdieron en el sistema postal, pero finalmente se las devolvieron a su familia. Al enterarse de los restos perdidos, John Lennon supuestamente bromeó diciendo: "Deberían buscar en el archivo de cartas muertas". El mismo Lennon sería asesinado a tiros cuatro años después.

## Anécdota
Una maleta que llevaba en aquella época, y que contenía grabaciones inéditas, fotografías y otros recuerdos, fue perdida por la policía durante la investigación y se hizo famosa como el "Archivo de Mal Evans". Se informó que en junio de 2004 un turista inglés, Frasier Claughton, había comprado dicha maleta por unos 36 dólares en un mercadillo a las afueras de Melbourne, Australia, sin conocer su contenido. Sin embargo, en agosto de 2004, expertos determinaron que los documentos contenidos en la maleta eran en realidad fotocopias hechas en los 90 y declararon que el "archivo" era falso.
- Datos: Q968026